# Svetla Dimitrova
Svetla Stefanova Dimitrova (in bulgaro Светла Стефанова Димитрова?; Burgas, 27 gennaio 1970) è un'ex ostacolista e multiplista bulgara.
In carriera si è laureata due volte campionessa europea (1994 e 1998) e ha conquistato una medaglia d'argento mondiale (1997) nei 100 metri ostacoli.

## Biografia
Ha partecipato in totale a quattro edizioni dei Giochi olimpici; nelle prime due occasioni ha gareggiato nell'eptathlon, classificandosi 12ª a Seul 1988 e 5ª a Barcellona 1992, mentre nelle successive edizioni ha preso parte alla prova dei 100 metri ostacoli, venendo eliminata in semifinale sia ad Atlanta 1996 che a Sydney 2000.
Nel 1989 è stata sospesa dopo essere risultata positiva ad un test anti-doping. Nel 1994 ha stabilito, alla pari con Tatyana Reshetnykova, la miglior prestazione mondiale stagionale dei 100 metri ostacoli.
Nel 2007 ha preso parte come concorrente alla seconda edizione del reality Survivor BG: Expedition Robinson.

## Record nazionali

### Seniores
- Eptathlon: 6 658 p. ( Götzis, 31 maggio 1992)

## Palmarès
| Anno | Manifestazione    | Sede       | Evento     | Risultato  | Prestazione | Note                                     |
| ---- | ----------------- | ---------- | ---------- | ---------- | ----------- | ---------------------------------------- |
| 1986 | Mondiali juniores | Atene      | Eptathlon  | Oro        | 6 041 p.    |                                          |
| 1988 | Mondiali juniores | Sudbury    | Eptathlon  | Oro        | 6 289 p.    |                                          |
| 1988 | Giochi olimpici   | Seul       | Eptathlon  | 12ª        | 6 171 p.    |                                          |
| 1992 | Giochi olimpici   | Barcellona | Eptathlon  | 5ª         | 6 464 p.    |                                          |
| 1993 | Mondiali indoor   | Toronto    | Pentathlon | dnf        | dnf         |                                          |
| 1993 | Mondiali          | Stoccarda  | 100 m hs   | Semifinale | 12"96       |                                          |
| 1993 | Mondiali          | Stoccarda  | Eptathlon  | 4ª         | 6 508 p.    |                                          |
| 1994 | Europei           | Helsinki   | 100 m hs   | Oro        | 12"72       |                                          |
| 1994 | Europei           | Helsinki   | 4×100 m    | Bronzo     | 43"00       |                                          |
| 1996 | Giochi olimpici   | Atlanta    | 100 m hs   | Semifinale | dnf         |                                          |
| 1997 | Mondiali          | Atene      | 100 m hs   | Argento    | 12"58       |                                          |
| 1998 | Europei           | Budapest   | 100 m hs   | Oro        | 12"56       |                                          |
| 1999 | Mondiali          | Siviglia   | 100 m hs   | 5ª         | 12"75       |                                          |
| 2000 | Giochi olimpici   | Sydney     | 100 m hs   | Semifinale | 12"95       |                                          |
| 2001 | Mondiali          | Edmonton   | 100 m hs   | 4ª         | 12"58       | Miglior prestazione personale stagionale |
| 2002 | Europei           | Monaco     | 100 m hs   | 8ª         | 13"75       |                                          |

## Altre competizioni internazionali
1994
- Oro alla Grand Prix Final ( Parigi), 100 m hs - 12"66